# Condado de Douglas (Colorado)
El condado de Douglas (en inglés: Douglas County), fundado en 1861, es uno de los 64 condados del estado estadounidense de Colorado. En el año 2000 tenía una población de 175 766 habitantes con una densidad poblacional de 81 personas por km². La sede del condado es Castle Rock.

## Geografía
Según la Oficina del Censo, el condado tiene un área total de 2183 km² (842,9 mi²), de la cual 2176 km² (840,2 mi²) es tierra y 7 km² (2,7 mi²) (0,31%) es agua.

### Condados adyacentes
- Condado de Jefferson - oeste
- Condado de Arapahoe - norte
- Condado de Elbert - este
- Condado de El Paso - sureste
- Condado de Teller - sur

## Demografía
En el 2000 la renta per cápita promedia del condado era de $82 929, y el ingreso promedio para una familia era de $88 482 . En 2000 los hombres tenían un ingreso per cápita de $60 729 versus $38 965 para las mujeres. El ingreso per cápita para el condado era de $34 848. Alrededor del 2,01% de la población estaba bajo el umbral de pobreza nacional.

## Comunidades

### Ciudades y pueblos
- Castle Pines North
- Castle Rock
- Larkspur
- Littleton (parcialmente)
- Lone Tree
- Parker

### Lugares designados por el censo
- Acres Green
- Carriage Club
- Castle Pines (incluye la mayor parte de Castle Pines North)
- Cottonwood
- Franktown
- Grand View Estates
- Heritage Hills
- Highlands Ranch
- Louviers
- Meridian
- Perry Park
- Roxborough Park
- Sedalia
- Stonegate
- The Pinery
- Westcreek

### Otras comunidades
- Castle Pines Village
- Dakan
- Deckers
- Greenland